# دنيس إي. نولان
دنيس إي. نولان (بالإنجليزية: Dennis E. Nolan)‏ هو عسكري أمريكي، ولد في 22 أبريل 1872 في أكرون في الولايات المتحدة، وتوفي في 24 فبراير 1956 في نيويورك في الولايات المتحدة.